# Lampa (Chile)
Lampa ist eine Stadt und Kommune in der Provinz Chacabuco in der Metropolregion Santiago in Chile. Bei der Volkszählung im Jahr 2017 hatte sie 102.034 Einwohner. Die Gemeinde erstreckt sich über eine Fläche von 451,9 km².

## Geschichte
Vor der Ankunft der Spanier waren die Gebiete der heutigen Gemeinde die Heimat von Jäger- und Sammlergruppen aus der archaischen Zeit, wie die 21 in der Gegend entdeckten archäologischen Stätten belegen. An Orten wie der Chacabuco-Mündung und Vegas La Fortuna wurden Werkzeuge und Artefakte aus dieser Zeit gefunden, darunter Mörser, bifaziale Messer und Projektilspitzen. Diese nomadischen Bewohner zogen zwischen den Seengebieten, dem Gebirge und der Küste um und suchten nach Ressourcen wie Steinen und Nahrung. Mit der Inka-Invasion im Zentraltal wurde Lampa zu einem wichtigen Haltepunkt, der als „tambo viejo“ bekannt ist. Die Karten von 1611 dokumentieren diese Siedlung sowie das Zusammenleben von Kolonien von Mitimaes und indigenen Dörfern bis zur Ankunft von Pedro de Valdivia im Jahr 1541.
Valdivia teilte sich ein riesiges Territorium in der Region zu und gründete die „Estancia des Gouverneurs“. 1552 teilte er Lampa zwischen Marcos Veas, Juan Fernández und Jerónimo de Alderete auf. Im Jahr 1611 kam es aufgrund der Existenz zweier paralleler Inkastraßen zu einem Streit über die Grenzen dieser Ländereien. Im 18. Jahrhundert ging die Encomienda an die Familie Vargas über. Lampa kombinierte seine landwirtschaftliche Tätigkeit mit dem Bergbau und förderte Gold, Kupfer und Silber aus den umliegenden Hügeln. Obwohl der Bergbau zunächst florierte, ging er aufgrund der geringen Qualität des Metalls zurück.
Am 6. Juni 1888 wurde Lampa während der Regierung von José Manuel Balmaceda zur Stadt erklärt.

## Bevölkerung
Laut der Volkszählung 2017 hat Lampa eine Bevölkerung von 102.034 Einwohnern und ist damit die Gemeinde mit dem größten Wachstum im Vergleich zur vorherigen Volkszählung 2002, als sie nur 40.228 Einwohner hatte.

## Persönlichkeiten
- Nicolás Maturana (* 1993), Fußballspieler